# Wild Thing (Lied)
Wild Thing („Wildes Ding“ oder „Wildes Mädchen“) ist der Titel eines durch die britische Garage-Rock-Band The Troggs im Jahre 1966 bekannt gewordenen Songs, der zum Millionenseller wurde und nachfolgend in vielen Coverversionen erschienen ist.

## Entstehungsgeschichte

Jordan Christopher & The Wild Ones

Das von Chip Taylor in wenigen Minuten komponierte Original stammt von der US-amerikanischen Garage-Rock-Gruppe Jordan Christopher & The Wild Ones. Die kurzlebige Gruppe bestand aus dem Leadsänger Jordan Christopher sowie Chuck Alden (Gitarre), Tom Graves (Keyboards), Tommy Trick (Bassgitarre) und Eddie Wright (Schlagzeug). Wild Thing sollte – auf der Grundlage eines Demobandes des Komponisten Chip Taylor und Al Gorgoni – die erste Platte der Band werden und wurde im Juli 1965 in New York aufgenommen. Der Song mit dem anzüglichen Text war riskant: „Ich schämte mich wegen der offenen Sexualität in dem Song“, bekannte Taylor und bat seinen Musikverleger, das Stück außer an die Gruppe nicht weiter zu verbreiten. Produzent Jerry Granahan ignorierte das Demotape und arrangierte den Song völlig neu. Anstatt des Okarina-Solos wurde ein Mundharmonika-Solo eingesetzt, und eine Bläsersektion kam hinzu. Der nun entstandene Sound erinnert an den erst viel später aufgekommenen Punk. Der in A-Dur komponierte Song orientiert sich an der Akkord-Folge I – IV – V – IV. Am 1. November 1965 kam der Song auf United Artists #947 heraus, erreichte jedoch nicht die Hitparaden.

## Coverversion der Troggs
Inmitten des britischen Beatbooms wurden die Troggs auf diesen Flop aufmerksam. Deren im Februar 1966 bei CBS erschienene erste Single Lost Girl war ebenfalls ein Flop, sodass ein Hit dringend notwendig war. Im Februar 1966 war die Aufnahmesession in den Londoner Olympic Studios unter der Leitung von Keith Gant mit dem Produzenten Larry Page angesetzt. Die Band hielt sich mehr an die ursprüngliche Demoaufnahme, und auch die Okarina von Musikdirektor Colin Frechter war wieder zu hören. Die Gitarren sind nicht korrekt auf ein Mittel-C gestimmt, und so erscheinen die Akkorde wie zwischen A und Bb. Von nur zwei Takes wurde das einheitlich aufgenommene Take 2 als Mastertape der neuen Troggs-Plattenfirma Fontana verwendet und auf Fontana #TF 689 am 22. April 1966 veröffentlicht. In derselben Aufnahmesession entstand auch der Nachfolgehit With a Girl Like You, der nach seiner Veröffentlichung im Juni 1966 zum ersten Nummer-eins-Hit für die Gruppe in England wurde. Wild Thing erschien erstmals am 6. Mai 1966 in der britischen Hitparade und drang bis auf #2 vor. Zeitgleich erschien Wild Thing in den USA auf dem Schwesterlabel Fontana #1548 und erreichte hier sogar für zwei Wochen Rang eins der Pop-Charts. Damit war der frühe Punk-Song zum internationalen Hit geworden, der im Juli 1966 Rang 7 als höchste Platzierung in Deutschland erreichte. Insgesamt verkaufte sich Wild Thing weltweit 5 Millionen Mal.
Der Keyboarder Tom Graves von den Wild Ones erinnert sich: „Die Troggs-Version war wesentlich besser und kopierte exakt das Demotape von Chip Taylor und Al Gorgoni. Ich fand das Demo auch gut, doch unser Produzent Granahan dachte, er könnte noch was besseres daraus machen. Nun, ja.“
Der Song gewann einen BMI-Award.

### Chartplatzierungen
| ChartsChartplatzierungen       | Höchstplatzierung | Wochen |
| ------------------------------ | ----------------- | ------ |
| Deutschland (GfK)              | 7 (18 Wo.)        | 18     |
| Österreich (Ö3)                | 5 (12 Wo.)        | 12     |
| Vereinigte Staaten (Billboard) | 1 (11 Wo.)        | 11     |
| Vereinigtes Königreich (OCC)   | 2 (13 Wo.)        | 13     |

### Auszeichnungen für Musikverkäufe
| Land/Region                  | Auszeichnungen für Musikverkäufe (Land/Region, Auszeichnung, Verkäufe) | Verkäufe |
| ---------------------------- | ---------------------------------------------------------------------- | -------- |
| Vereinigtes Königreich (BPI) | Silber                                                                 | 200.000  |
| Insgesamt                    | 1× Silber ·                                                            | 200.000  |

## Jimi Hendrix
Jimi Hendrix, der Wild Thing nie im Studio aufnahm, spielte den Titel häufig bei Auftritten, so etwa im Londoner Flamingo Club am 4. Februar 1967 oder in Paris am 11. Mai 1967. Der spektakulärste Auftritt sollte am 18. Juni 1967 beim legendären Monterey International Pop Festival im kalifornischen Monterey stattfinden, wo er Wild Thing als letzten von 9 Songs in einer stark verzerrten Version präsentierte, die mit der üblichen Gitarrenzerstörung endet, als er seine Gitarre in Brand setzt. Jimi Hendrix trat mit seiner Band als ein in den USA unbekannter Interpret auf, der in England lebte und nur dort seine Hits hatte. Die Monotonie seiner Akkorde hatte auf die Menge einen hypnotisierenden Effekt, wobei er das Tempo inmitten des Songs verdoppelte. Als er schließlich die – mit Brandbeschleuniger getränkte – Gitarre mit einem Streichholz anzündete, drehte die Menge durch.

## Weitere Coverversionen
Bislang zählt man 54 Versionen von Wild Thing. Die erste Version – eine Parodie auf Senator Robert Kennedy, dessen Stimme von Comedian Bill Minkin imitiert wurde – erreichte im Januar 1967 Platz 20 in den Billboard-Charts und verkaufte innerhalb von nur drei Wochen 450.000 Exemplare. Die britische Band Fancy coverte im April 1974 den Song, ihre Version kam bis auf Rang 14 der US-Charts. Im September 1975 brachte die britische Band The Goodies eine weitere Version bis zu Platz 25 der britischen Single-Charts; neu aufgenommen wurde das Lied von X. für den Film Die Indianer von Cleveland, der am 8. Februar 1990 in die deutschen Kinos kam. Ace Frehley nahm den Song 2016 zusammen mit Lita Ford für sein Soloalbum Origins Vol. 1 auf.
Mehrere humorvolle Versionen gibt es auch in deutscher Sprache: Als erste für die deutsche Sprache entdeckt hatten den Song Malepartus II (Pseudonym der hessischen Band The King-Beats; Lisbeth, aufgenommen am 22. September 1966), es folgten Frank Zanders Band The Q (Erna, 1972) und Otto Waalkes (Wild Zink, April 1974), die Kölschrock-Band BAP (Wahnsinn, November 1979), Insisters (Helmut, 1982), Torfrock (Wildsau, Februar 1994), die deutsche Rockgruppe Mr. Ed Jumps the Gun, die im Januar 1995 mit einer englischen Coverversion (Wild Thang) einen Hit landete. Es folgten die Original Deutschmacher (Wild Ding, Mai 1996) und die Schlümpfe mit Wildschlumpf (Mai 1999).